# Каїрський землетрус 1992 року
Каїрський землетрус 1992 року стався 12 жовтня о 15:09 за місцевим часом (13:09 UTC) з епіцентром поблизу Дахшура, 35 км 22 миль на південь від Каїру. Землетрус був силою 5,8 або 5,9, але був надзвичайно руйнівним для своїх розмірів, спричинивши 545 смертей, 6,512 постраждалих та залишив 50,000 людей бездомними. Це була найбільш шкідлива сейсмічна подія, яка вплинула на Каїр з 1847 р.

## Геологія
Каїр розташований у дифузній зоні розломів, яка переносить продовження від Суецької затоки до рифту Мансала під дельтою Нілу.

## Пошкодження
Найбільші пошкодження були в Старому Каїрі, Булаці та на південь уздовж Нілу аж до Гірзи, на західному березі. 350 будівель було повністю зруйновано, а 9,000 інших серйозно пошкоджено. 216 мечетей та 350 шкіл були сильно пошкоджені, а близько 50,000 людей залишились бездомними. Більшість серйозних пошкоджень припала на старі муровані споруди, особливо споруджені з глини. Повідомлялося про зрідження з районів поблизу епіцентру.
Висока кількість смертей та поранень (545 та 6,512 відповідно) частково зумовлена великою кількістю паніки, спричиненої землетрусом у самому Каїрі. Як повідомляється, постраждали 212 з 560 історичних пам'яток в районі Каїру. Велика брила впала з Великої піраміди в Гізі.

## Характеристики землетрусу

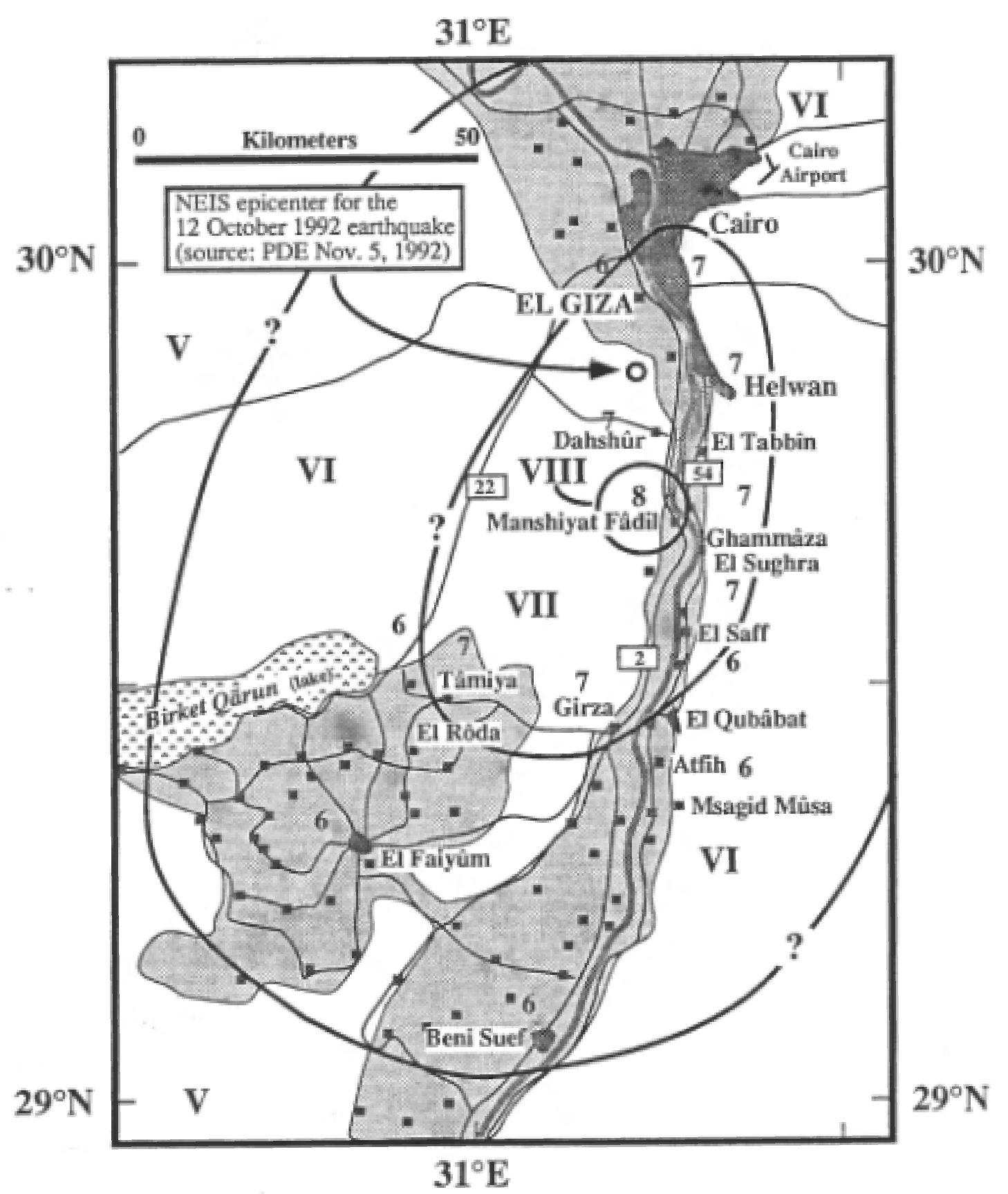
Ізосейсмічна карта землетрусу в Каїрі 1992 року

Землетрус відчувався на більшій частині півночі Єгипту, в Олександрії, Порт-Саїді і на півдні Асют, а також на півдні Ізраїлю. Розрахований фокусний механізм дозволяє припустити, що ця подія виникла на захід-північний-захід--схід-південний-схід або Захід-схід, що має тенденцію до нормальної несправності з невеликим компонентом зсуву. Поштовхи тривали близько 11 км (6,8 миль) на південний схід від головного ударного епіцентру, що вказує на односпрямоване поширення розриву. Розрахункова довжина розриву розлому також становила 11 км (6,8 миль). Землетрус складався з двох подій, друга — близько 27 км (17 миль) південний схід від першої.